# Initiative pour la démocratie au Congo
Pour les articles homonymes, voir IDC.
L'Initiative pour la démocratie au Congo (IDC) est une plateforme politique d'opposition de la république du Congo fondée le 4 août 2015. Elle fut originellement créée pour s'opposer au référendum constitutionnel initié la même année par le président Denis Sassou-Nguesso, ayant permis à ce dernier de briguer un troisième mandat successif. Rassemblant des opposants mais aussi des dissidents de la majorité présidentielle, tels Charles Zacharie Bowao, ancien ministre de la Défense, ou encore le député Mabio Mavoungou-Zinga,,, elle est membre de la Fédération de l'opposition congolaise, aux côtés du Frocad et de la Composante Jean-Marie Michel Mokoko (CJ3M).
L'IDC est dirigée par un « conseil des présidents », composé de dissidents de la majorité, dont Serge Blanchard Oba (en), neveu du président Denis Sassou-Nguesso, ou encore André Okombi Salissa, ancien membre du gouvernement,.
L'IDC participe à l'élection présidentielle de 2016 à travers la candidature d'André Okombi Salissa, qui finit 5e sur 9 candidats, bien que d'autres membres de l'IDC se présentent également sous les couleurs de leurs propres partis, tels Pascal Tsaty Mabiala de l'UPADS ou encore Guy-Brice Parfait Kolélas du MCDDI. Ces derniers quitteront d'ailleurs la plateforme après la présidentielle.